# リッキー・ズーム
リッキー・ズーム（Ricky Zoom）は、フランスと中国とイギリスのテレビアニメ。本作はハズブロの子会社であるエンターテインメント・ワンとフロッグ・ボックスが、MAGAアニメーションスタジオと組んで製作された。中国では2019年6月28日からYoukuで配信され、アメリカ合衆国ではニコロデオンで放送されている。日本では2021年10月2日からdTVチャンネル及びHuluのニコロデオンで英語版がストリーミング配信されている。

## ストーリー
架空の町であるホイールフォードに住むオートバイの少年リッキーは、友達のループ・フープラ、DJランブラー、スクーティオと一緒に「バイク・バディーズ」を結成し、冒険の旅へと向かう。リッキーは、パパのフレッドとママのフーピー、そしてバイクのアイドルであるスティール・オーサムみたいなバイクレスキューになることを決意するのだった。

## キャラクター
リッキー・ズーム
声 - マックスフィンチャム
バイクレスキューを夢見る赤色のバイク。
ループ・フープラ
声 - キース・ウィッカム
赤色のダートバイク。
DJランブラー
声 - ?
緑色の三輪バイク。
スクーティオ・ウィズバン
声 - フィンティー・ウィリアムズ
黄色のスクーター。
トゥート・ズーム
声 - フランシス・ホワイト
紫色のオートバイ、リッキーの妹。
ハンク・ズーム
声 - ?
赤色のオートバイ、リッキーとトゥートのパパ。
ヘレン・ズーム
声 - ?
橙色のオートバイ、リッキーとトゥートのママ。
ダッシャー・ズーム
声 - ?
レースが大好きな水色のオートバイ、リッキーとトゥートのいとこ。
フーピー・ウィズバン
声 - ?
スクーティオのママ
フレッド・ウィズバン
声 - ?
スクーティオのパパ
デラ・ランブラー
声 - ?
DJのママ
ジェイク・ランブラー
声 - ?
DJのパパ

## 各話リスト
| 通算 話数 | タイトル                                                        | 放送日 アメリカ合衆国 |
| --------- | --------------------------------------------------------------- | --------------------- |
| 1         | "Ricky Wobbles""The Out of Controller"                          | 2019年9月2日          |
| 2         | "Flat Out Awesome""Ricky's Rescue Coaching Badge"               | 2019年9月9日          |
| 3         | "The Most Amazing Thing Put in a Box Ever""The New Rescue Tool" | 2019年9月10日         |
| 4         | "New Bike On the Block""Little Buster Bunker"                   | 2019年9月11日         |
| 5         | "The Wheelford Wheeler""Ricky's Role Model"                     | 2019年9月12日         |
| 6         | "Ricky Blows Away the Competition""Blip Delivers"               | 2019年9月16日         |
| 7         | "Starring Ricky""True Loopness"                                 | 2019年9月17日         |
| 8         | "Tired and True""Scootio Changes Lanes"                         | 2019年9月18日         |
| 9         | "Problem at Windshield Point""Two Wheel Justice"                | 2019年10月21日        |
| 10        | "Super Awesome Magnet""Time Capsule"                            | 2019年10月22日        |
| 11        | "Ricky's on a Roll""Rock the Float"                             | 2019年10月23日        |
| 12        | "The Mega-Whirely-Leap""Trike Trials"                           | 2019年10月24日        |
| 13        | "Wheeloween""Zoom Encounters"                                   | 2019年10月25日        |
| 14        | "SantaCycle Down""Shining"                                      | 2019年12月6日         |
| 15        | "Ramp It Up"                                                    | 2020年1月13日         |
| 16        | "Toot & the Wheelies"                                           | 2020年1月14日         |
| 17        | "Family Sports Day"                                             | 2020年1月15日         |
| 18        | "Trading Places"                                                | 2020年1月16日         |
| 19        | "Saving Mr. Speedy"                                             | 2020年1月17日         |
| 20        | "Toot's Invisible Friend"                                       | 2020年3月9日          |
| 21        | "Ruled by Ricky"                                                | 2020年3月10日         |
| 22        | "Mrs. Bikely Up All Nightly"                                    | 2020年3月11日         |
| 23        | "Blip in Charge"                                                | 2020年3月12日         |
| 24        | "The Crosswalk Helper"                                          | 2020年3月13日         |
| 25        | "Show & Tell Trouble""Steel Awesome Meets Vroomboy"             | 2020年5月18日         |
| 26        | "False Alarm"                                                   | 2020年5月19日         |
| 27        | "The Zoomtastic Gang"                                           | 2020年5月20日         |
| 28        | "Loop Hero of Wheelford"                                        | 2020年5月21日         |
| 29        | "Toot De Suite"                                                 | 2020年5月22日         |
| 30        | "Maxwell Gets a Little Help""Ricky's Litter Round Up"           | 2020年5月25日         |
| 31        | "The Ramp Camp Bikeout""The Gold Ticket Rush"                   | 2020年5月26日         |
| 32        | "Ricky's in a Twist""RepairBops"                                | 2020年5月27日         |
| 33        | "Slippy Street"                                                 | 2020年5月28日         |
| 34        | "Bike Buddies Super Speedy Delivery Service"                    | 2020年5月29日         |